# Nervi mixt
Un nervi mixt és un nervi el que té fibres aferents i fibres eferents. Els nervis mixtos es componen de fibres motrius i sensorials.